# 萬座毛
萬座毛（日语：／）是一處位於日本沖繩縣国頭郡恩納村的風景名勝。特徵是在海岸的峭壁上，有著像大象鼻子形狀的石頭。萬座毛面對著東海，屬於沖繩海岸國定公園。

## 名稱由來
琉球王朝時代的尚敬王曾評價此地為：「能供萬人坐下的『毛』（指原野）」，名稱即由此而來。

## 交通
- 乘坐琉球巴士，在恩納村役場前站下車，徒步約15至20分鐘。